# Lacerta schreiberi
El lagarto verdinegro (Lacerta schreiberi)  es una especie de saurópsido escamoso de la familia de los lagartos (Lacertilia). 

## Descripción

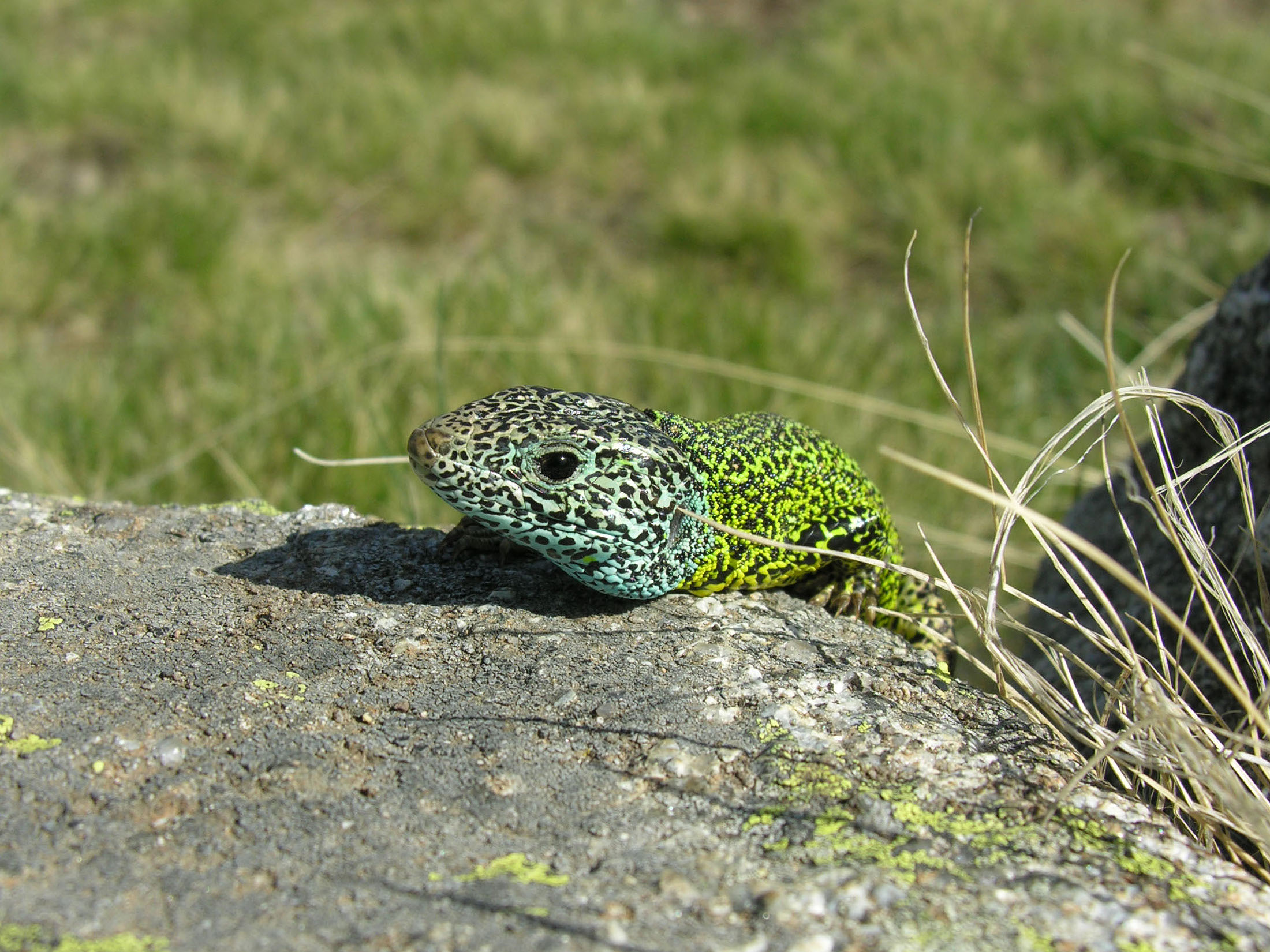
Detalle de la cabeza azulada del lagarto verdinegro en la Sierra de Gredos (Provincia de Ávila).

Es un lagarto de cabeza corta y ancha; la cola es el doble de larga que la longitud del cuerpo. Esta especie, por lo general, es verde y con el abdomen amarillento. Los machos, además poseen una coloración negruzca, sustituida en las hembras por un color parduzco y en la época de celo el macho tiene el cuello azulado. 
Su cola suele medir entre 1,5 y 2 veces la longitud de su cuerpo, logrando una longitud total no mayor de 40 cm. Los machos adultos tienen el dorso de color verde finamente punteado de negro y durante la época de celo adquieren una coloración de color azul intenso en la cabeza y la garganta. El dorso de las hembras adultas puede ser de color verde o color pardo y suele tener manchas negras grandes con ocelos blancos a los lados.

## Distribución
Es una especie endémica de la península ibérica que se distribuye por cordillera cantábrica, el noroeste de la península, la mitad norte de Portugal, el Sistema Central y algunas cordilleras del cuadrante suroccidental de la Península: Montes de Toledo (Toledo y Ciudad Real), Valencia de Alcántara (Cáceres), Sierras de Las Villuercas y Guadalupe (Cáceres), Sierra de San Mamede (Baixo Alentejo) y Sierra de Monchique (Algarve).
Es un habitante común de bosques húmedos caducifolios de robles, hayas y abedules, de pinos silvestres o en brezales, y praderas de montaña, especialmente asociada a orillas de ríos y arroyos con alisos, chopos, álamos y sauces. Es frecuente encontrarla también en muros de piedra cerca de prados de siega. Su distribución va muy ligada a la precipitación, habita en zonas que reciben más de 600 mm de precipitación al año.
Se suele encontrar en una gran variedad de altitudes. En el noroeste peninsular se puede encontrar desde el nivel del mar hasta los 1.500 metros. En las zonas más interiores del Sistema Central se puede encontrar hasta los 2100 metros.

## Reproducción
El apareamiento se lleva a cabo en primavera, entre los meses de abril y junio, y la incubación de los huevos (de 4 a 24 en una sola puesta) durante el verano. Los huevos se eclosionan entre finales de julio y septiembre después de 2 meses y poco de incubación. El machos en celo tienen la cabeza de color azulado.

## Alimentación
Se alimenta básicamente de insectos y arácnidos que cazan después de un pequeño impulso a modo de sprint. Su dieta también incluye escarabajos, moscas y mosquitos, saltamontes y en raras ocasiones polluelos o huevos de pequeños pájaros y otros lagartos. En algunos casos también puede llegar a ingerir pequeños frutos, como moras, a finales del verano.

## Comportamiento
Es una especie activa en días soleados desde finales de febrero hasta octubre. Durante la primavera y el otoño se puede ver durante las horas centrales del día, mientras que durante el verano se esconde durante las horas más calurosas. Es una especie diurna y generalmente toma el sol en piedras, en el suelo o en medio de la hojarasca. Tiene unos dominios vitales relativamente pequeños por su tamaño y suelen vivir en zonas de alta densidad de individuos, pero sin relacionarse, exceptuando la época de apareamiento y durante las peleas entre los machos para conseguir una hembra.